# 21306 Марані
21306 Марані (21306 Marani) — астероїд головного поясу, відкритий 1 грудня 1996 року.
Тіссеранів параметр щодо Юпітера — 3,270.